# Martinengo
Martinengo – miejscowość i gmina we Włoszech, w regionie Lombardia, w prowincji Bergamo.
Według danych na styczeń 2009 gminę zamieszkiwało 10 078 osób przy gęstości zaludnienia 466,4 os./1 km².